# Szatin
Szatin – wieś w Armenii, w prowincji Wajoc Dzor. W 2011 roku liczyła 1736 mieszkańców.